# Hédi Larbi
 (février 2023).
Hédi Larbi, né le 1er novembre 1950 à Rokb, un village près de Mateur, est un ingénieur et homme politique tunisien.

## Biographie

### Jeunesse et études
Fils d'un petit cultivateur, Larbi étudie au collège de Mateur, puis au lycée de Menzel Bourguiba et à celui de Bizerte. Après avoir obtenu son baccalauréat en 1970, il fait partie du « groupe A », sélectionné par Mokhtar Latiri pour faire leurs études supérieures en France. Larbi effectue ses classes préparatoires scientifiques au lycée privé Sainte-Geneviève à Versailles. Admis à l'École des mines de Paris, il obtient par la suite un diplôme en langue anglaise et un diplôme d'études supérieures spécialisées en économie.

### Carrière professionnelle
De retour en Tunisie en 1976, il est affecté à l'Office des ports nationaux tunisiens, puis rejoint un bureau d'études, la Société tunisienne d'études techniques et économiques (SOTUETEC) de 1976 à 1983. En 1984, il crée la Société d'ingénierie et d'études économiques et sociales. Dès 1993, il rejoint une filiale de la Banque mondiale à Washington, la Société financière internationale. Engagé en tant que spécialiste du développement et de la gestion d'infrastructure urbaine et de transport pour la région Afrique, il devient ensuite manager d'unité d'infrastructure en Afrique subsaharienne. Il effectue en parallèle ses études à l'université Harvard et au Massachusetts Institute of Technology, dont il est diplômé respectivement en 1999 et 2001. En 2000, il est conseiller du vice-président et directeur adjoint du département infrastructure de la région Afrique. En 2007, il est promu directeur régional de la Banque mondiale pour la région Moyen-Orient (couvrant la Jordanie, la Syrie, le Liban, l'Irak et l'Iran), avant de devenir en 2012 le conseiller spécial du vice-président de la Banque mondiale de la région MENA, chargé du repositionnement stratégique de la banque dans les pays en transition de la région.

### Ministre
Le 29 janvier 2014, il est nommé ministre de l'Équipement, de l'Aménagement du territoire et du Développement durable dans le gouvernement Jomaa.

### Vie privée
Il a quatre frères et sœurs. Il est marié et père de trois enfants.